# ロマン・コズロースキー
ロマン・コズロースキー（ロマン・スタニスワフ・ヤクプ・コズウォフスキ；ポーランド語:Roman Stanisław Jakub Kozłowskiローマン・スタニースワフ・ヤークプ・コズウォーフスキ、1889年2月1日 - 1977年5月2日）はポーランドの地質学者、古生物学者である。無脊椎動物の化石の研究で知られる。

## 生涯
ヴウォツワヴェクに生まれた。スイスおよびパリ大学で学び、1913年にボリビアのオルロの鉱山学校の地質学部の部長として南アメリカに渡った。ボリビアの自然資源や、デボン紀、石炭紀の地質、古生物、特に腕足類の研究を行った。1921年にヨーロッパに戻り、パリ大学で博士号をとり、ワルシャワ大学（ポーランド自由大学）の古生物学の教授となった。ワルシャワでは筆石類の研究に貢献した。
1961年にロンドン地質学会からウォラストン・メダルを受賞した。

## 著書
- Fossiles dévoniens de l'état de parana brésil, Ed. Masson , Paris - 1914-1915
- Faune dévonienne de Bolivie.